# WX04S
WX04S（ダブリューエックス ゼロよん エス）とは、ウィルコム（現：ソフトバンクモバイル）およびウィルコム沖縄向けに供給されているセイコーインスツル(SII)製の音声用PHS（W-OAM）端末である。愛称はiiro（イーロ）。
「Y!mobile」へのブランド移行後も、本端末は従来のウィルコムブランドのままで販売されている。

## 概要
軽量で横幅を狭く抑えたデザインのストレート型端末。
ダイバーシティアンテナや強化されたノイズリダクション機能、IPX4相当の防水性能を備えている。
バッテリーはユーザーには着脱不可で、電池パック交換は預かり修理扱いとなり、交換代金は保証サービスなどの対象外である。動作不良時の対策としてリセットボタンが裏面に装備されている。
以下に列記する13色の交換式リアカバーがオプションとして選べる。カバー単体でも購入可能。本体色は3色で、カバー色13色と合わせる事で、総数39通りの色の組み合わせが可能である。
- フロストレッド
- フロストオレンジ
- フロストイエロー
- フロストライム
- フロストライム
- フロストブルー
- フロストホワイト（本体色ホワイトに標準添付）
- フロストグレー
- フロストブラック（本体色ブラックに標準添付）
- フロストブラウン
- フロストピーチ
- フロストピンク（本体色ピンクに標準添付）
- フロストパープル

また、2014年10月から開始された、携帯電話からPHS電話機への番号ポータビリティ、と、一般携帯とのショートメッセージサービス（SMS）相互直通化に、SII製端末として唯一対応している。なお、SMSへの対応には、ソフトウェアの更新が必要である。また、Eメールの送受信にも対応している。
自作着信音の再生に対応している。データ転送は、パソコン連携ツール『WX Data Tool』を介して行う。

### STOLAとの比較
同じキャリアの京セラ製STOLA（ストラ : WX08K/ 301KC）とは、通話機能を主眼とした簡素な機能のストレート型端末という点で共通している。機能面でも、ウェブブラウザ等を搭載せず、カメラやBluetooth機能、イヤホン端子を装備せず、赤外線通信が装備されている点も共通している。
対して、STOLAはEメールに非対応で、着信音はプリセットのものしか使えず、電池パック交換が可能な点が、iiroとは異なる。長さはSTOLAの方がわずかに短い。

## 沿革
- 2014年2月5日 - ウィルコムより発表。
- 2014年2月20日 - 全国発売。